# Пряхин, Тихон Сергеевич
Тихон Сергеевич Пряхин (24.06.1911 — 22.03.1967) — председатель колхоза «Луч» Красногорского района Московской области. Герой Социалистического Труда (30.01.1957).

## Биография
Родился 24 июня 1911 года в Тульской губернии (ныне — области). Русский.
Окончил 10 классов и Московский институт народного хозяйства.
С 1935 года был управляющим Красногорским отделением Промбанка СССР, секретарём Красногорского райсовета.
С 1944 года работал заведующим райземотделом, первым заместителем председателя исполкома Красногорского районного Совета депутатов трудящихся. Много внимания уделял организационно-хозяйственному укреплению колхозов района. За успехи в развитии сельского хозяйства района был награждён орденом Трудового Красного Знамени.
Председателем колхоза «Ленинский луч» был избран в 1952 году. В короткие сроки сельскохозяйственную артель он поднял до уровня крупного многоотраслевого хозяйства с развитыми полеводством и животноводством. Ему удалось добиться устойчивой рентабельности, рекордных удоев, высоких урожаев полевых культур и роста тепличного хозяйства. Очень важную роль в обеспечении колхоза свободными денежными средствами играли подсобные цеха — они позволяли колхозу иметь средства для строительства, приобретения техники, семян и удобрений.
Указом Президиума Верховного Совета СССР от 30 января 1957 года за выдающиеся успехи, достигнутые в деле производства продуктов животноводства, увеличение сдачи государству сельскохозяйственной продукции в 1956 году и широкое применение в практике своей работы достижений науки и передового опыта Пряхину Тихону Сергеевичу присвоено звание Героя Социалистического Труда с вручением ордена ордена Ленина и золотой медали «Серп и Молот».
С 1961 года колхоз «Ленинский луч» стал опытно-показательным хозяйством Красногорского района, именно сюда ехали, чтобы перенять передовой опыт по выращиванию высоких урожаев кукурузы, сахарной свеклы и кормовых бобов.
В 1966 году был избран депутатом Верховного Совета СССР — в Совет Союза, был председателем Совета социального обеспечения колхозников Российской Федерации.
Жил в городе Красногорск Московской области. Умер 22 марта 1967 года. Похоронен на Пенягинском кладбище.

## Награды
- Золотая медаль «Серп и Молот» (30.01.1957)
- Орден Ленина (30.01.1957)
- Орден Ленина (30.04.1966)
- Орден Трудового Красного Знамени (07.04.1949)
- Медаль «За трудовую доблесть»(20.04.1956)
- Медаль «Ветеран труда»

## Память
- На могиле установлен надгробный памятник.
- В Красногорске, на доме где жил ветеран (улица Пионерская, 9), установлена мемориальная доска.